# Krokodýl Geňa

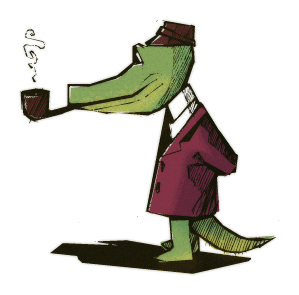
Krokodýl Geňa

Krokodýl Geňa je fiktivní postava z knihy Eduarda Uspenského Krokodýl Geňa a jeho kamarádi z roku 1966. Na obrazovce se tato postava poprvé objevila v animovaném filmu režiséra Romana Kačanova s názvem Krokodýl Geňa, který byl natočen v roce 1969 na motivy knihy Eduarda Uspenského. Následně vyšly ještě další tři animované filmy o krokodýlovi Geňovi a jeho přátelích, které také režíroval Kačanov.   
Podle knihy je Geňa velmi dobrý přítel Čeburašky. Při vytváření postavy použil autor podobu skutečného krokodýla.

## Popis
V animovaném filmu se krokodýl Geňa chová jako člověk – chodí vzpřímeně, nosí oblek, čepici a kouří fajfku. Také každý den poctivě chodí do zoo, kde je zaměstnán jako krokodýl. Cedulka u jeho pracovního místa oznamuje „Krokodýl africký – Geňa. Věk 50 let. Krmení a mazlení povoleno.“
V trilogii filmů od režiséra Romana Kačanova propůjčil krokodýlovi Geňovi svůj hlas Vasilij Livanov. Pěvecké části filmu ztvárnil Vladimir Ferapontov. 
Krokodýl Geňa je dobrák od kosti. Hraje na harmoniku a všemi dostupnými způsoby bojuje proti nespravedlnosti. Má však docela velké mezery, co se týče znalostí všedního života. Například ve filmu Čeburaška zničil elektrické rozvody v transformátoru nebo urval kotvu z lodi, protože si myslel, že není důležitá a chtěl jí odnést do šrotu.
Kromě toho má Geňa také trochu problémy s pravopisem, protože když ve filmu Krokodýl Geňa psal inzerát tak napsal slovo krokodýl s A – krakodýl. Nicméně, podle knižní předlohy je Geňa vášnivým čtenářem a má rád hlavně vážnou literaturu. Mimo to také rád hraje šachy a sází lotynku.
V Uspenského knize pracuje Geňa v zoo a chodí jen na dopolední směny (odpoledne ho pak střídá jeho kolega krokodýl Valera).
V animovaném filmu Čeburaška zpívá krokodýl Geňa v den svých narozenin písničku „Nechte chodce, ať se motají...“, která se stala velmi populární a nyní se často zpívá jako narozeninová píseň. Autory této písničky jsou básník Alexandr Timofejevskij a skladatel Vladimir Jakovlevič Šainskij.
Dílem tohoto autorského dua je také píseň Modrý vagon, kterou zpívá krokodýl Geňa ve filmu Šapokljak.

## Animované filmy
Postava krokodýla Geni se stala populární hlavně poté, co se objevila v tetralogii animovaných filmů Romana Kačanova:
- Krokodýl Geňa (1969)
- Čeburaška (1971)
- Šapokljak (1974)
- Čeburaška jde do školy (1983)

Jako uznání Kačanovovým animovaným filmům, se skupina mezinárodních animátorů rozhodla, že vytvoří celovečerní animovaný film Cheburashka (2013). Režie tohoto filmu se chopil japonský režisér Makoto Nakamura. Aby byl zachován duch legendárního sovětského animovaného filmu, byly všechny loutky a dekorace pečlivě zrestaurovány. Plastičnost obrazu, mimika postav stejně jako jejich hlasy byly napodobeny s dokonalou přesností. V ruské verzi filmu ozvučoval postavu krokodýla Geni Vladimir Ferapontov.

## Předloha
Podle slov Eduarda Uspenského byl do jisté míry (evidentně svým charakterem a stylem) předlohou, podle které byl krokodýl Geňa vytvořen, skladatel Jan Frenkel. Autor vyprávěl i historku o tom, jak v roce 1983 na oslavě 50. výročí založení nakladatelství Dětskaja literatura vyšel na scénu a pronesl: „Drazí přátelé, nyní vám řeknu veliké tajemství. Prozradím vám, podle koho jsem vytvořil postavu krokodýla Geni. Ten někdo sedí tady před námi.“ Všichni přítomní upřeli zrak na členy prezídia a snažili se uhodnout, kdo by to mohl být. Mezitím Uspenskij počkal, než smích v sále utichne a pronesl: „Jane Abramoviči, vstaňte, prosím.“ Frenkel se zvedl a uklonil se publiku.

## Švédští Drutten a Gena
V 70. letech se ve švédské televizi, v rádiu, na gramofonových deskách i v komiksech objevovaly postavičky jménem Drutten a krokodýl Gena (Drutten och Gena). Tyto postavičky byly vytvořeny podle figurek Čeburašky a Geni, které se do Švédska dostaly jako suvenýr z cest do SSSR. Nicméně, postavičky měly společné pouze vnější vzezření, protože švédští Drutten a Gena zpívali úplně jiné písničky, vyprávěli úplně jiné příběhy, a navíc, na rozdíl od Čeburašky a Geni, nežili v jednom hodně velkém městě, ale na knižní poličce. Takže i přesto, že Švédové postavičky Čeburašky a Geny znají, téměř nikdy si je nespojí se sovětskými animovanými filmy a knihami.

## Socha
- Krokodýl Geňa má svou vlastní sochu, která se nachází na ulici Stroiteľnaja v rajoně Žuravljovka v Charkově. Geňa je zde vyobrazen stejně jako ve filmu – je zelený, v saku a hraje na harmoniku.
- V Iževsku je socha krokodýla Geni umístěna v parčíku nedaleko školy č. 24.
- Ve městě Ramenskoje na křižovatce ulic Gurjeva a Michaleviče stojí socha krokodýla Geni, Čeburašky a stařeny Šapokljak. Autorem této sochy je Oleg Jeršov.